# Dzi
Een dzi ook gzi (uitspraak "zie"; betekenis: licht, helderheid, schittering) is een steen die in Azië wordt gedragen als deel van een halsketting en soms als een armband.
In sommige Aziatische culturen zoals Tibet wordt dzi-stenen een positieve spirituele werking toegedicht. Vaak doen de gzi-stenen dienst als amulet of worden ze vermalen tot een poeder dat in de Tibetaanse geneeskunst wordt gebruikt. Volgens de traditie verliest een kapotte dzi een deel van zijn beschermende werking.
De duurste dzi-stenen worden gemaakt van natuurlijk agaat. In vroeger tijden werden ze ook gemaakt van andere materialen. Tegenwoordig zijn er ook allerlei imitaties voor decoratieve doeleinden.